# Primärvalen inför Europaparlamentsvalet 2019
Primärvalen inför Europaparlamentsvalet 2019 var val som europeiska partier genomförde för att fastställa sina kandidater till kommissionsordförande inför Europaparlamentsvalet 2019. Det var andra gången som det skedde inför ett Europaparlamentsval; första gången var inför valet 2014.
Hur kandidaterna väljs varierar från parti till parti.

## Europeiska folkpartiet

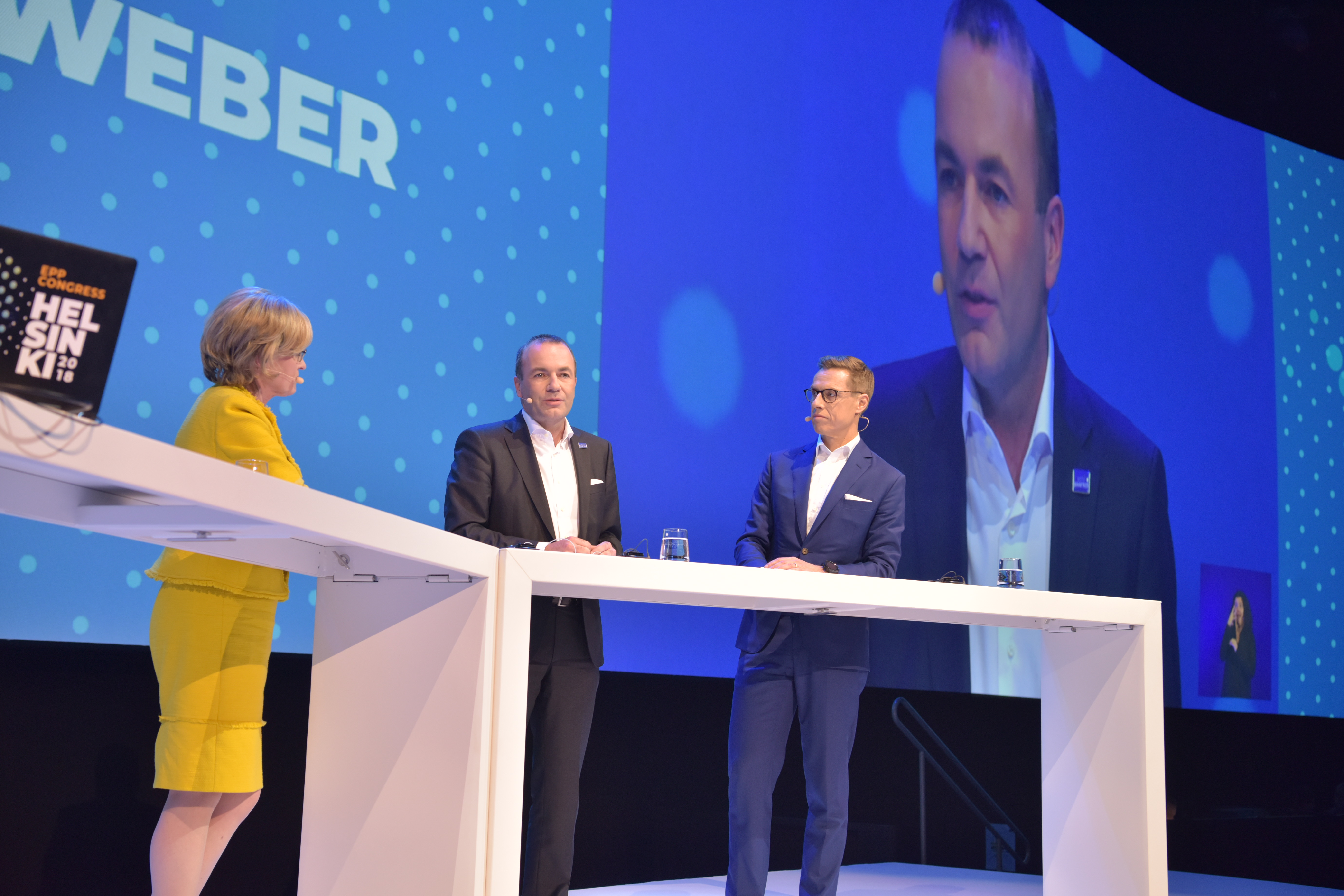
En debatt på EPP:s kongress mellan de två kandidaterna Weber och Stubb.

Europeiska folkpartiet (EPP) valde sin kandidat vid partiets kongress den 6–8 november 2018. Två personer kandiderade i primärvalet: finländske Alexander Stubb och tyske Manfred Weber. Valet föregicks av en öppen debatt mellan de båda kandidaterna. Omröstningen var sluten. Den 8 november 2018 valde EPP Weber till sin toppkandidat med röstsiffrorna 492–127 och två ogiltiga röster.
|                  |               |                 |  |  |  |  |  |  |  |  |  |
|                  | Manfred Weber | Alexander Stubb |  |  |  |  |  |  |  |  |  |
|                  | Manfred Weber | Alexander Stubb |  |  |  |  |  |  |  |  |  |
| Nationellt parti | CSU           | Saml            |  |  |  |  |  |  |  |  |  |
|                  |               |                 |  |  |  |  |  |  |  |  |  |

## Europeiska socialdemokraters parti
Europeiska socialdemokraters parti (PES) valde formellt sin kandidat i början av december. Det fanns ursprungligen två personer inför det interna primärvalet: nederländske Frans Timmermans och slovakiske Maroš Šefčovič. Šefčovič meddelade dock den 5 november 2018 att han drog sig ur primärvalet till Timmermans fördel.
|                  |                  |                |  |  |  |  |  |  |  |  |
|                  | Frans Timmermans | Maroš Šefčovič |  |  |  |  |  |  |  |  |
|                  | Frans Timmermans | Maroš Šefčovič |  |  |  |  |  |  |  |  |
| Nationellt parti | PvdA             | Smer           |  |  |  |  |  |  |  |  |
|                  |                  |                |  |  |  |  |  |  |  |  |
|                  |                  |                |  |  |  |  |  |  |  |  |

## Alliansen liberaler och demokrater för Europa
Alliansen liberaler och demokrater för Europa kommer att utse sin kandidat till kommissionsordförande i början av 2019.

### Personer som nämnts som tänkbara kandidater
- Guy Verhofstadt, belgisk Europaparlamentariker och före detta premiärminister, gruppledare för ALDE-gruppen och ALDE:s kandidat i valet 2014
- Sylvie Goulard, fransk Europaparlamentariker
- Margrethe Vestager, dansk kommissionär,[4][5]
- Cecilia Malmström, svensk kommissionär

## Europeiska gröna partiet
EGP har beslutat att nominera två toppkandidater till posten som kommissionsordförande. Under mitten av 2018 kunde gröna partier runt om i Europa nominera kandidater. Den 17 september 2018 tillkännagav EGP att det finns fyra kandidater. Dessa var tvungna att få stöd av minst ytterligare fem gröna partier tills den 28 september för att de skulle få delta i nästa steg av partiets nomineringsprocess. Partiets två officiella kandidater – Ska Keller och Bas Eickhout – valdes vid ett partimöte den 23-25 november 2018.

### Officiella kandidater

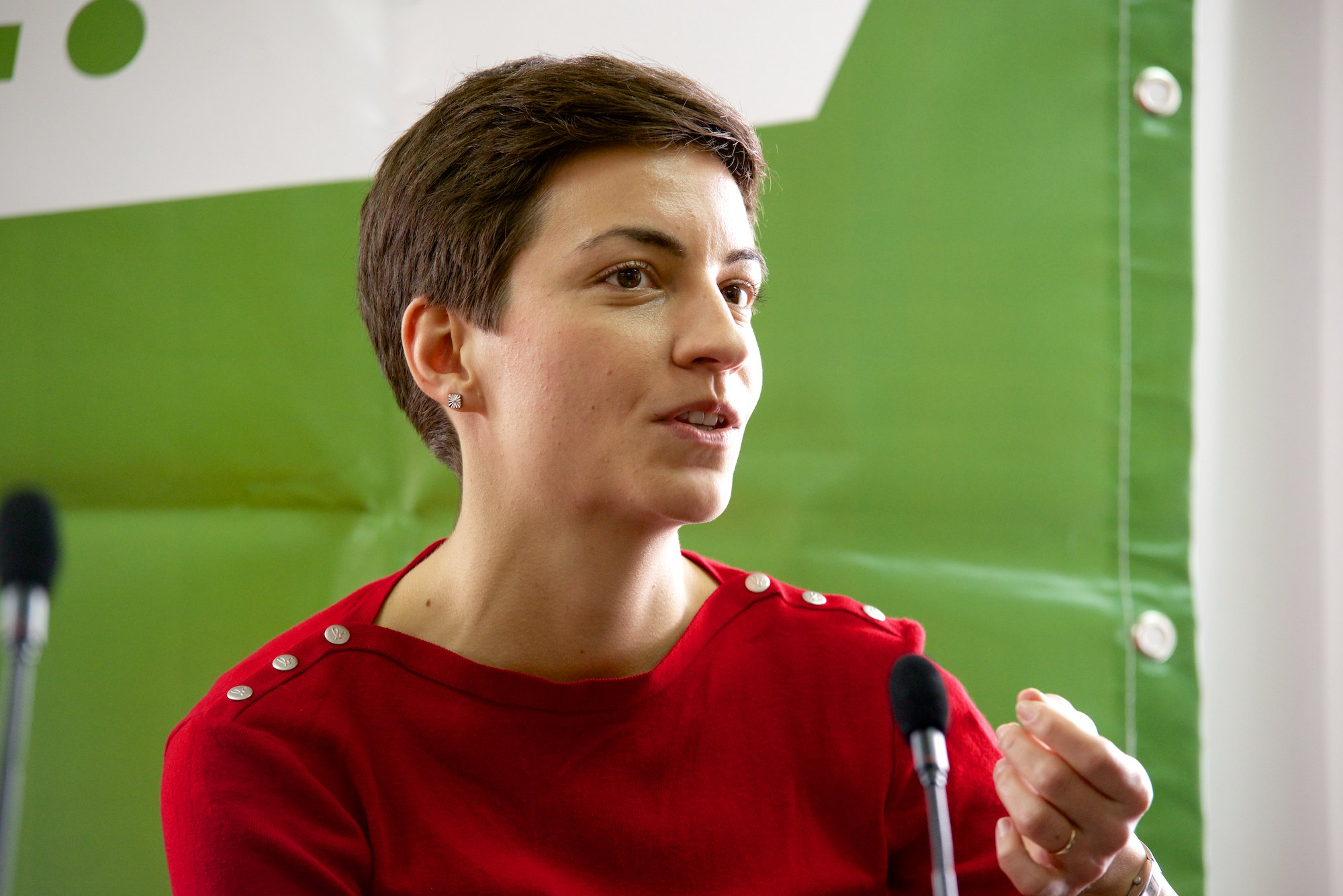
Ska Keller ställer upp i de grönas primärval, precis som inför valet 2014.

- Ska Keller, tysk Europaparlamentariker och en av de grönas två kandidater till att bli kommissionsordförande i valet 2014. Hon deklarerade sin kandidatur i juli 2018 och har stöd av tyska Allians 90/De gröna[7][8]
- Petra de Sutter, belgisk senator tillhörandes Grön. Hon deklarerade sin kandidatur i september 2018 och har stöd av Grön.
- Bas Eickhout, nederländsk Europaparlamentariker, har stöd av Grön vänster[7]
- Atanas Schmidt, nominerad av det bulgariska partiet Zelena Partija[7]

## Alliansen konservativa och reformister i Europa
Liksom flera andra europeiska partier beslutade Alliansen konservativa och reformister i Europa (ACRE) att nominera en kandidat till kommissionsordförande. Två personer kandiderade i den interna processen: den tyske Europaparlamentarikern Hans-Olaf Henkel och den tjeckiske Europaparlamentarikern Jan Zahradil. I september 2018 drog sig dock Henkel ur nomineringsprocessen, och Zahradil blev därmed ACRE:s kandidat. Han valdes formellt den 13 november 2018.

## Rörelsen för nationernas och friheternas Europa (MENF)
Det är ännu oklart om Rörelsen för nationernas och friheternas Europa kommer att ha en egen kandidat i valet till att bli kommissionsordförande.

### Person som nämnts som tänkbara kandidater
- Matteo Salvini, italiensk vice premiärminister och inrikesminister[12]